# Центросоюз

Надзірна рада Центросоюзу

Центросою́з (повна назва: Союз Кооперативних Союзів у Львові) — торговельна централя для української кооперації в Галичині. Заснований у 1899 році в Перемишлі з ініціативи Теофіла Кормоша під назвою «Спілка для господарства і торгівлі», мав 40 членів.

## Історія
З ініціативи Є. Олесницького Спілка перенесла у 1911 р. свій осідок до Львова, об'єднавшися з торговим синдикатом товариства «Сільський Господар» під назвою Крайовий Союз Господарських Спілок — Торговий Синдикат товариства «Сільський Господар» у Львові. 1912 року Союз мав філії в 16 містах Галичини, а своєю діяльністю сягав Буковини, Закарпаття, Боснії та обслуговував українську еміграцію в Канаді й США. Союз мав 481 член, у тому числі 66 кооператив та установ. Оскільки Союз користувався дешевим кредитом, його торгові обороти досягли 10 737 000 корон. З 1915 Союз очолювали Д. Коренець, Теофіл Кормош і Сильвестр Герасимович.

Будинок Окружного Союзу Кооператив у Коломиї

По закінченні воєнних дій у 1921 —22 по всіх містах Західної України постали окружні й повітові кооперативні союзи. Функцію фахового проводу для них перебрав «Союз господарських спілок», змінивши в 1924 свій статут і прибравши назву «Союз кооперативних союзів» — «Центросоюз».
У 1924—1930 члени дирекції «Центросоюзу» були: С. Герасимович, Юліян Шепарович, В. Медвецький, президент надзірної ради — Д. Коренець; у 1930—1939 чл. дирекції були Ю. Шепарович, Микола Творидло і І. Мартюк, згодом ще О. Радловський (за німецької окупації генеральним директором був Ілля Сем'янчук); наглядову раду очолював О. Луцький.
| Обороти Центросоюзу | Обороти Центросоюзу |
| ------------------- | ------------------- |
| 1933                | 10 626 000 зл       |
| 1935                | 12 832 000 зл       |
| 1937                | 37 504 000 зл       |

У 1924 році «Центросоюз» обслуговував 5 крайових централь, 25 повітових або окружних союзів і 1 491 кооперативу першого ступеня. Оборотні фонди 1924 становили 321 567 злотих, у тому числі було власних фондів — 49 941 злотих, а торговельні обороти досягли — 1 733 437 злотих. «Центросоюз» постачав споживчі й галантерейні товари для українських сіл, доставляв сільсько-господарські машини і знаряддя, будівельні матеріали й опал, штучне угноєння, насіння, а одночасно займався збутом сільсько-господарських продуктів.
З кінцем 1938-го «Центросоюз» об'єднував 189 членів, у тому числі: 4 центральні союзи, 26 окружних і повітових союзів, 16 кооперативних гуртівень і 143 інших кооператив. Обороти «Центросоюзу»: 1933 — 10 626 000, 1935 — 12 832 000, 1937 — 37 504 000 злотих.
1944 року «Центросоюз» більшовики зліквідували.